# Spooky Tooth
Spooky Tooth var ett brittiskt rockband bildat 1967. Gruppen fick aldrig någon stor singelhit, men många av deras album låg på Billboard 200-listan över mest sålda i USA på 1970-talet. Deras ljudbild är präglad av att gruppen oftast använt sig av två klaviaturspelare.
Medlemmar i gruppen var ursprungligen Mike Harrison (keyboard, sång), Gary Wright (keyboard, sång), Luther Grosvenor (gitarr), Greg Ridley (basgitarr) och Mike Keillie (trummor). Ridley ersattes 1970 av Andy Leight då han hoppat över till Steve Marriotts grupp Humble Pie. Även Gary Wright hoppade av samma år, och gruppen fortsatte några månader med andra medlemmar, men upplöstes kort därefter. Harrison och Wright återbildade gruppen redan 1972, och snart kom även originaltrummisen Mike Kellie tillbaka. Efter tre album upplöstes gruppen igen 1974. Kellie blev senare medlem i The Only Ones.
Det dröjde sedan till 1998 innan Harrison, Grosvenor, Ridley och Kellie återbildade gruppen för ett antal konserter och ett nytt album 1999. Ridley avled 2003. Mike Harrison och Gary Wright har 2004, 2008 och 2009 lett kortvariga återföreningar av gruppen, där även Mike Kellie medverkat vid några tillfällen.

## Bandmedlemmar
Senaste med medlemmar
- Mike Harrison – sång, keyboard (1967–1970, 1972–1974, 1998–1999, 2004, 2008–2009; död 2018)
- Gary Wright – keyboard, sång (1967–1970, 1972–1974, 2004, 2008-2009)
- Steve Farris – gitarr (2008–2009)
- Shem von Schroeck – basgitarr (2008–2009)
- Tom Brechtlein – trummor (2009)

Tidigare medlemmar
- Luther Grosvenor – gitarr (1967–1970, 1998–1999)
- Mike Kellie – trummor (1967–1970, 1973–1974, 1998–1999, 2004, 2008–2009; död 2017)
- Greg Ridley – basgitarr (1967–1969, 1998–1999; död 2003)
- Andy Leigh – basgitarr (1969–1970)
- Henry McCullough – gitarr (1970)
- Alan Spenner – basgitarr (1970)
- Chris Stainton – keyboard, gitarr, basgitarr (1970)
- John Hawken – keyboard (1970)
- Steve Thompson – basgitarr (1970)
- Bryson Graham – trummor (1972–1973, 1974)
- Ian Herbert – basgitarr (1972–1973)
- Mick Jones – gitarr (1972–1974)
- Chris Stewart – basgitarr (1973–1974)
- Val Burke – basgitarr, sång (1974)
- Mike Patto – sång, keyboard (1974)
- Joey Albrecht – gitarr (2004)
- Michael Becker – basgitarr (2004)

## Diskografi
Studioalbum
- It's All About (1968)
- Spooky Two (1969)
- Ceremony (1970) (med Pierre Henry)
- The Last Puff (1970) (som Spooky Tooth Featuring Mike Harrison)
- Witness (1973)
- You Broke My Heart So I Busted Your Jaw (1973)
- The Mirror (1974)
- Cross Purpose (1999)

Samlingsalbum/Livealbum
- The Best of Spooky Tooth (1975)
- The Best of Spooky Tooth: That Was Only Yesterday (1999)
- Comic Violence (2000)
- BBC Sessions (2001)
- Nomad Poets (2007) (DVD)
- Lost In My Dream - An Anthology 1968-1974 (2009)

Singlar (i urval)
- "Feelin' Bad" (1969) (#132 på UK Singles Chart)
- "I Am the Walrus" (1970)